# Брук-ан-дер-Гросглокнерштрасе
Брук-ан-дер-Гросглокнерштрасе —  містечко та громада в австрійській землі Зальцбург. Містечко належить округу Целль-ам-Зеє.